# فرودگاه شهری براون‌فیلد
فرودگاه شهری براون‌فیلد (به انگلیسی: Brown Field Municipal Airport) یک فرودگاه همگانی با کد یاتا SDM است که یک باند فرود آسفالت و بتن دارد و طول باند آن ۲۴۳۰ متر است. این فرودگاه در شهر سن دیگو کشور ایالات متحده آمریکا قرار دارد و در ارتفاع ۱۶۰ متری از سطح دریا واقع شده‌است.